# Sockel 479
Der Sockel 479 (offiziell mPGA479M) ist der Prozessorsockel für Intels Mobilprozessoren der Baureihen Pentium M sowie für Celeron M auf Basis des Banias und Dothan. Mit der Einführung der Intel-Core-Prozessoren wurde der Sockel 479 durch den Sockel M abgelöst.
Der Sockel 479 weist Öffnungen für 479 Pins auf und ist damit mechanisch kompatibel zu allen Intel-Prozessoren in „Micro-FCPGA“ Gehäusen mit maximal 479 Pins. Damit passen die „Micro-FCPGA“ Gehäusenvarianten der Sockel 478 Desktop-Prozessoren als auch der Sockel M und Sockel P Mobil-Prozessoren mechanisch in diesen CPU-Sockel. Allerdings unterscheidet sich die Pin-Belegung dieser Prozessoren, so dass eine elektrische Kompatibilität nicht gegeben ist. Deswegen kann beispielsweise ein Pentium M Mainboard mit Sockel 479 nicht mit einem Nachfolge-Prozessor aus der Reihe der Intel-Core Prozessoren aufgerüstet werden. Teilweise wurden entsprechende Adapter-Kits angeboten, die den Betrieb von Mobilprozessoren (Intel Pentium M oder Celeron M) in dafür geeigneten Sockel 478-Mainboards ermöglichen.
Obwohl immer ungesockelt, nutzen auch VIAs C7- und C8-Prozessoren die Sockel 479 Infrastruktur, jedoch mit dem eigenen VIA-V4 Busprotokoll. Somit sind diese zu Intels AGTL+ Chipsätzen inkompatibel. Für den VIA Eden entwickelte VIA ein NanoBGA2-Package auf Basis des Sockel 479, welches auch bei den VIA C7 und VIA C8 CPUs Verwendung findet.